# Корфидов, Вячеслав Михайлович
Вячесла́в Миха́йлович Корфи́дов (10 марта 1940, с. Раскатиха, Алапаевский район, Свердловская область — 31 декабря 2014, Омск) — советский и российский актёр театра; лауреат омской «Золотой маски».

## Биография
В 1965 году окончил актёрский факультет Свердловского государственного театрального училища (педагоги — А. А. Солоницын, А. Л. Соколов, П. Я. Ефимов). С 1965 года — актёр Омского академического театра драмы.
Увлекался фотографией.
Похоронен на Старо-Северном мемориальном кладбище города Омска.

## Семья
Жена (с 1965 года) — Валентина Алексеевна Корфидова. Двое сыновей.

## Творчество
Работал с режиссёрами Я. Киржнером, А. Хайкиным, Г. Тростянецким, Г. Петровым, П. Кротенко, В. Кокориным, Б. Цейтлиным, Е. Марчелли, А. Бабановой, А. Огаревым.

### Роли в театре
- «Сказка о храбром Кикиле» Г. Нахуцришвили, В. Гамрекели - Судья
- «Платок Мольера» К. Гуцкова - Шапелэ, член французской Академии
- «Сирано де Бержерак» Э. Ростана - Ле-Бре
- «Смерть Иоанна Грозного» А. Толстого - Царевич Федор Иванович
- «Дом, который приносит счастье» А. Данилова, В. Иокар - Кондаков, ст. лейтенант пограничных войск Микулов, председатель завкома
- «Мое сердце с тобой» Ю. Чепурина - Алексей
- «Так начиналась легенда» Я. Киржнера, А. Мозгунова - Гонтарев, капо; Сахаров, ефрейтор
- «Василиса Прекрасная» О. Нечаевой, Г. Владычиной - Василий
- «Кабала святош» М. Булгакова — Филибер Дю Круази, актёр
- «Санта Крус» М. Фриша — Рокер-пират
- «Лисистрата» Аристофана — Старик
- «Метель» по повести А. С. Пушкина — Ветеран
- «Ночь любовных помешательств» по пьесе У. Шекспира «Сон в летнюю ночь» — Эгей, отец Гермии
- «О мышах и людях» по повести Дж. Стейнбека — Смитти
- «Венецианские близнецы» К. Гольдони — Полицейский; Доктор Баландзони
- «Пучина» А. Н. Островского — Ион Ионыч Турунтаев
- «Три сестры» А. П. Чехова — Ферапонт
- «Танго беллетриста» Н. Скороход — Лука, старик, лакей Поповой
- «Церемонии зари» К. Фуэнтеса — Пастух; Солдат
- «Ну и ну!..» О. Никифоровой — Главный советник
- «Происшествие, которого никто не заметил» по сценарию А. Володина (с музыкой П. И. Чайковского) — Моргунов
- «Лоренцаччо» А. де Мюссе — Джузеппе, слуга Филиппо Строцци
- «Дядя Ваня» А. П. Чехова — Работник
- «Таланты и поклонники» А. Н. Островского — Обер-кондуктор
- «Зимняя сказка» У. Шекспира — Начальник тюрьмы; Медведь
- «Пиквикский клуб» по роману Ч. Диккенса — Извозчик; Президент суда; Уинкль старший
- «Бег» М. Булгакова — Паисий, монах
- «Дорогая Памела» Дж. Патрика — Доктор
- «Лжец» К. Гольдони — Хозяин кофейни[2]
- «Ханума» А. Цагарели — Князь
- «Дембельский поезд» А. Архипова — Первая тень
- «Леди Макбет Мценского уезда» по повести Н. Лескова — Борис Тимофеевич Измайлов, купец
- «Вишнёвый сад» А. П. Чехова — Фирс
- «Чертова дюжина» А. Аверченко — Вилкин
- «Нашествие» Л. Леонова — Кокорышкин
- «Десять нераспечатанных писем» М. Шатрова — Белый
- «Горячее сердце» А. Н. Островского — Курослепов
- «Правда хорошо, а счастье лучше» А. Н. Островского — Мухояров
- «Царская охота» Л. Зорина — Шешковский
- «Смерть Иоанна Грозного» А. К. Толстого — Царевич Фёдор; Григорий Нагой
- «На дне» М. Горького — Татарин
- «Энергичные люди» В. Шукшина — автор
- «Последнее интервью Карлоса Бланко» по пьесе «Интервью в Буэнос-Айресе» Г. Боровика — Габриэль
- «Лекарь поневоле» Мольера — Тибо
- «Последний срок» по одноимённой повести В. Распутина — Степан Харчевников

## Награды и признание
- омская «Золотая маска» в номинации «Легенда омской сцены» (2010)[3]